# 夫婦鏡
「夫婦鏡」（めおとかがみ）は、1974年5月25日に発売された殿さまキングスの5枚目のシングル。

## 解説
発売されて2週間ほどでオリコンチャートのトップ10に初登場し、6週後に1位を獲得。前作「なみだの操」に続いての1位となった。累計売上は約150万枚を記録。

## 収録曲
- 両楽曲共に、作詞：千家和也／作曲：彩木雅夫／編曲：藤田はじめ

1. 夫婦鏡（3分35秒）
2. 別れ椿（2分57秒）

## カバー
- 藤圭子 - アルバム『命火』に収録。（1974年）